# Grignon, Savoie
Grignon là một xã thuộc tỉnh Savoie trong vùng Rhône-Alpes ở đông nam nước Pháp. Xã này nằm ở khu vực có độ cao từ 324-1661 mét trên mực nước biển.